# Gantyapura, Honnali
Gantyapura là một làng thuộc tehsil Honnali, huyện Davanagere, bang Karnataka, Ấn Độ.